# テレンス・トランメル
テレンス・トランメル (Terrence R. Trammell、1978年11月23日 - )は、アメリカ合衆国の陸上競技選手である。オリンピックの男子110mハードルで2000年、2004年と2大会連続で銀メダルを獲得した。彼は、2002年まで1996年アトランタオリンピックの金メダリストであるアレン・ジョンソン（アメリカ）の練習パートナーであった。

## 経歴
サウスカロライナ大学在学中より頭角を現し、1999年ユニバーシアードでは110mハードル、4×100mリレーで二冠に輝く。
翌年の2000年シドニーオリンピックではトレーニングパートナーのオリンピック覇者アレン・ジョンソンらとともに110mハードルのアメリカ代表に選出され、本番でも銀メダルを獲得した。
2001年世界選手権こそ準決勝で敗退したが、2003年世界選手権、2004年アテネオリンピックでも銀メダルを獲得。
悲願の優勝を目指し出場した2007年世界選手権では得意のスタートを活かし前半リードしながらも、後半当時世界記録保持者の劉翔（中国）に逆転されまたもや銀メダルに終わった。
彼の特徴はハードル選手としては最速ともいえるスピードである。ハードリングは荒削りながら非常にパワフルな走りをする選手である。
趣味はレースのビデオを見ることや陸上競技の歴史を研究することという専らの陸上人間である。

## 主な実績
| 年   | 大会                               | 場所                         | 種目         | 結果 | 記録   |
| ---- | ---------------------------------- | ---------------------------- | ------------ | ---- | ------ |
| 2000 | オリンピック                       | シドニー（オーストラリア）   | 110mハードル | 2位  | 13秒16 |
| 2001 | 世界室内選手権                     | リスボン（ポルトガル）       | 60mハードル  | 1位  | 7秒51  |
| 2001 | IAAFグランプリファイナル           | メルボルン（オーストラリア） | 110mハードル | 7位  | 14秒17 |
| 2003 | 世界選手権                         | パリ（フランス）             | 110mハードル | 2位  | 13秒20 |
| 2003 | IAAFワールドアスレチックファイナル | モンテカルロ（モナコ）       | 110mハードル | 2位  | 13秒17 |
| 2004 | オリンピック                       | アテネ（ギリシャ）           | 110mハードル | 2位  | 13秒18 |
| 2005 | 世界選手権                         | ヘルシンキ（フィンランド）   | 110mハードル | 5位  | 13秒20 |
| 2005 | IAAFワールドアスレチックファイナル | モンテカルロ（モナコ）       | 110mハードル | 3位  | 13秒17 |
| 2006 | 世界室内選手権                     | モスクワ（ロシア）           | 60m          | 3位  | 6秒54  |
| 2006 | 世界室内選手権                     | モスクワ（ロシア）           | 60mハードル  | 1位  | 7秒43  |
| 2006 | IAAFワールドアスレチックファイナル | シュトゥットガルト（ドイツ） | 110mハードル | 4位  | 13秒22 |
| 2007 | 世界選手権                         | 大阪（日本）                 | 110mハードル | 2位  | 12秒99 |
| 2007 | IAAFワールドアスレチックファイナル | シュトゥットガルト（ドイツ） | 110mハードル | 3位  | 13秒15 |
| 2009 | 世界選手権                         | ベルリン（ドイツ）           | 110mハードル | 2位  | 13秒15 |
| 2010 | 世界室内選手権                     | ドーハ（カタール）           | 60mハードル  | 2位  | 7秒36  |

## 自己ベスト
- 100m - 10秒04 (2000年6月2日)
- 110mハードル - 12秒95 (2007年6月2日)